# 郵便取扱所
郵便取扱所（ゆうびんとりあつかいじょ）は、日本の内地及び租借地を含むその外地並びに大韓帝国において設置された通信官署の現業機関。このうち駅逓司の設置した郵便取扱所は郵便局の前身として知られる。

## 郵便取扱所（駅逓寮）

### 概要

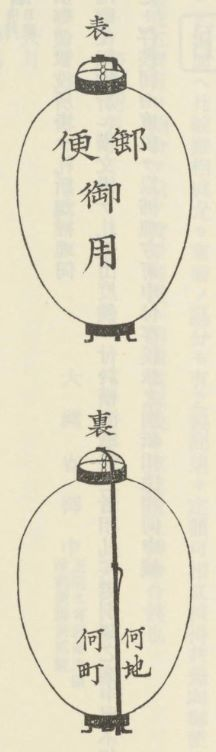
明治4年12月に定められた郵便取扱所における提灯の雛形。『駅逓明鑑』曰く、「各地郵便取扱所ヘ別紙雛形之通相記候弓張並小田原提灯壱ツ宛相渡シ度（中略）右雛形之通リ相記シ候弓張並小田原提灯壱張宛御渡相成候条於其地可致出来代料之儀ハ申出次第相渡可申事」（郵政省編、『郵政百年史資料 第十二巻』（602頁）、1968年（昭和43年）11月、吉川弘文館）

駅逓司（のちの駅逓寮）における郵便取扱所は、1871年4月20日（明治4年3月1日）の日本における近代郵政の創業に際し、郵便役所とともに設置された通信官署の現業機関である。1875年（明治8年）1月1日に郵便役所とともに郵便局と改称され、のちの三等郵便局や特定郵便局の基礎を築いた。

### 沿革

#### 郵便取扱所の開設
明治初年の郵便取扱所は、駅逓司の下に郵便役所と共に設置された現業機関であった。郵便役所は1871年4月20日（明治4年3月1日）中に東京、西京及び大坂、ついで同年4月20日（明治4年7月15日）に横浜、1872年（明治4年12月5日）に神戸及び長崎に設けられた。これに対して郵便取扱所は、明治4年3月より東海道をはじめとした各駅の伝馬所の一角を区切る形で設けられた。そこでは府県藩の官員が駅逓掛として逓送の任に当たることになっていたが、実際にはこれに指名された宿駅の元締役や飛脚業者が実務を処理する場合が多数を占めた。1871年4月20日（明治4年3月1日）の東京、西京及び大坂における郵便役所開設とともに設置された郵便取扱所の数には諸説あり、59ヶ所という説や、65ヶ所という説もあり定かではないが、明治4年中に郵便取扱所は東海道で64ヶ所、全国では179ヶ所が設けられた。また、1872年8月4日（明治5年7月1日）には北海道後志国及び胆振国を除く全国における郵便の実施が布告されるにおよんで、新たに各地に700箇所以上の郵便取扱所を設置し、その後も新設を続けて明治4年と明治5年の間に設置されたその数は累計1156箇所に及んだ。
1872年2月18日（明治5年1月10日）、東海道各駅における伝馬所ならびに助郷が廃止され、府県駅逓掛員も引揚げることとなり、ついで同年8月23日（明治5年7月20日）には明治5年8月末を以て全国の諸道においてこれを実施することと布告し、宿駅制度は廃止されることとなった。この改革を実施するに伴い、宿駅は従前のような公的機関としての性格を失うため、新たに駅逓寮官吏が所轄する郵便機関を各所に開設する必要に迫られたが、これを実施するには莫大な予算を投じねばならず、また当時の輿論は郵便取扱人を単なる飛脚の中継ぎのように考えて全然重要視していなかったというような種々の問題があったので、これまで郵政の各業務を請負っていた各宿駅の人員や地方有力者を郵便取扱所の官員として組入れる方針が採られ、まず1872年1月26日（明治4年12月17日）に郵便取扱人は各地方より採用することと定められ、準官吏として高い社会的地位を与えられた。また、1872年4月（明治5年3月）には各駅における伝馬所や助郷の使命を受継いだ元陸運会社の請負人を郵便取扱人とし、その自宅を仮役所として郵便業務を担わせることとなった。その後、陸運会社を旧来の陋習から脱却し得ていないと見做した政府は方針を転換し、1872年10月（明治5年）9月頃から陸運会社から郵便取扱所の切離しを行っている。
郵便取扱役は限られた予算で地方に郵便を普及させるべく、地方の有力者等から任用されており、その給与は極めて低額なもので、名誉職的な性格が強く、郵便取扱人の自宅を無償で郵便取扱所に充てることも定められていた。『駅逓明鑑』中の大蔵省議には実際に次のように記されており、その性格がうかがわれる。

#### 郵便取扱所の改組
1873年（明治6年）8月14日からは郵便取扱人は郵便取扱役と称されることとなった。また、1873年（明治6年）4月には270ヶ所の郵便取扱所を郵便役所に昇格させて二、三、四等に分類した。前島密の回顧談によれば、郵便取扱所を郵便役所と改称した理由は、次のような郵便取扱役の名誉に配意する事情によるものであった。
1875年（明治8年）1月1日からはすべての郵便役所及び郵便取扱所を郵便局と改称し、また各郵便局を一等から五等に分類するようになったのに伴って、郵便取扱所は五等郵便局となった。この五等郵便局は1886年（明治19年）3月25日の地方逓信官官制（明治19年勅令第8号）施行からは三等郵便局となって、のちの特定郵便局へとつながっていくのである。なお、従来の歴史書においては1874年（明治7年）1月1日に郵便取扱所はすべて郵便役所に改められたとする主張があったが、これについては研究者から批判があるので次節において詳述する。

#### すべての郵便取扱所が郵便役所へ改称されたか
これまで1874年（明治7年）1月1日にすべての郵便取扱所が郵便役所（無等）へ改称されたという主張が、一般の歴史書のみならず、逓信省編纂の『逓信事業史』や郵政省編纂の『郵政百年史』においてもなされてきた。たとえば、『逓信事業史』には次のようにある。
また『郵政百年史』には次のようにある。
しかし、このような従来の通説に対して疑義を呈する論文が山崎善啓により2000年（平成12年）に発表されている。その主張によれば、各史料の記述に従うのであれば、郵便取扱所がすべて郵便役所となったという事実は存在しないという。たとえば1874年（明治7年）7月には駅逓局から次のような達が布告されている。
また、1874年（明治7年）11月の内務省への伺には次のような記述がある。
また、1875年（明治8年）1月1日には次のような達が布告されている。
このような史料に鑑み、1874年（明治7年）1月1日にすべての郵便取扱所が郵便役所となったという事実はなく、1875年（明治8年）1月1日にそれまで郵便役所に昇格していなかった郵便取扱所も郵便役所と共に郵便局へと改称されたのではないかと山崎善啓は主張している。また、2009年（平成21年）に田原啓祐が発表した論文においても「1875年1月に郵便役所および郵便取扱所は郵便局と呼称され、郵便局は一等から五等に区別されることとなった」と記されている。

#### 年表
- 1871年
  - 3月14日（明治4年1月24日） - 郵便の開設を布告する[10][12]。
  - 4月20日（明治4年3月1日） - 東京日本橋四日市、西京姉小路車屋町、大坂中ノ島淀屋橋角に郵便役所を設置する[10][12]。
  - 8月30日（明治4年7月15日） - 横浜に郵便役所を設置する[12][11]。
- 1872年
  - 1月14日（明治4年12月5日） - 神戸及び長崎に郵便役所を設置する[12]。
  - 1月26日（明治4年12月17日） - 郵便取扱人は地方人より任用することを決定する[12]。
  - 1月31日（明治4年12月22日） - 各郵便取扱所備付の提灯の制式を定める[32]。
  - 3月21日（明治5年2月13日） - 東京府下17ヶ所に郵便取扱所を設置し、書状箱を150個増設する[32]。
  - 8月4日（明治5年7月1日） - 北海道後志国及び胆振国を除く全国において郵便を開始する[16]。同月中新たに700以上の郵便取扱所を各地に設置する[17]。
  - 8月23日（明治5年7月20日） - 明治5年8月末を以て伝馬所及び助郷を廃止する旨を布告する[18]。
- 1873年（明治6年）
  - 6月1日 - 郵便取扱人を県庁等に召喚する際は、その格式等に応じ出張費を支給するよう布達する[33]。
  - 8月14日 - 郵便取扱人を郵便取扱役と改称し、一から七の等級を定め、一等郵便取扱役は駅逓寮十三等出仕に準ずると定める[34][22]。
  - 11月8日 - 郵便取扱役の等級に八等及び九等を加える[35][22]。
  - 12月 - 各地における郵便役所及び郵便取扱所の増減を布達する[36]。
- 1874年（明治7年）
  - 5月 - 郵便取扱役の等級は1873年（明治7年）に改められたことにつき注意をうながす[37]。
  - 7月22日 - 明治6年太政官達第369号をもって定めた郵便取扱役の等級のうち八等及び九等を廃止する[38]。
- 1875年（明治8年）1月1日 - 郵便役所及び郵便取扱所を郵便局と改称し、一から五の等級を定め、従前の郵便取扱所は五等郵便局となる[9][24][8]。

## 郵便取扱所（明治33年逓信省公達第306号）

### 沿革

#### 概要
1900年（明治33年）6月14日、明治33年逓信省公達第306号を定めた。その内容は次の通りであった。
明治23年公達第241号郵便支局及電信支局規定第2条においては、郵便物受付、集配区内各町村内の郵便受取所及び郵便差出函内の郵便物の取集、取集めた郵便物のうち他の郵便局区内に送る郵便物を本局もしくは各支局間において受け渡すこと、郵便物の配達、郵便為替及び郵便貯金の受払及び郵便切手類の売捌を規定し、同3条においては電報受付及び発送、集配区内に到着する電報の受領と配達、電報の中継、電報料及び電報手数料の受払及び郵便切手類の売捌を規定しており、これが郵便電信取扱所における業務として規定されたのである。
この規定にかかる郵便電信取扱所として初めて同年6月16日に開設されたのが、栃木県下野国上都賀郡日光町の中宮祠郵便電信取扱所であった。同取扱所の開設に伴い、中宮祠郵便受取所は廃止された。次に同年8月6日より長崎県肥前国南高来郡小浜村温泉電信取扱所を郵便電信取扱所に改定した。これらの取扱所はいずれも改定前は冬季に閉鎖されていたという特徴を有する。1901年（明治34年）12月5日には帝国議会衆議院内に議院郵便電信取扱所の設置が告示され、議会召集中に貴衆両院より発送する通常郵便物及び電報の取扱を開始した。以降、1902年（明治35年）11月6日に東京市日本橋区駿河町に日本橋駿河町郵便電信取扱所、1903年（明治36年）9月11日に同市麹町区西日比谷町に麹町桜田門外郵便電信取扱所、1904年（明治37年）3月31日に同市日本橋区元柳町に両国郵便電信取扱所を設置した。
また、1904年（明治37年）3月31日には東京府東京市芝区芝口一町目に新橋郵便取扱所と同市同区汐留町一町目に新橋電信取扱所が置かれている。この両取扱所は、本来郵便電信取扱所として設置されるべきところ、郵便と電信の取扱場所が異なるために分離して設置されたもので、後述する船舶内に設置されたものを除くと、郵便取扱所としての設置はこれが唯一の例であった。
1905年（明治38年）4月1日、上記の郵便電信取扱所及び郵便取扱所は、いずれも二等郵便局に改定され、うち議院郵便電信取扱所は衆議院内郵便局と改称された。

#### 船舶内に設置した郵便取扱所

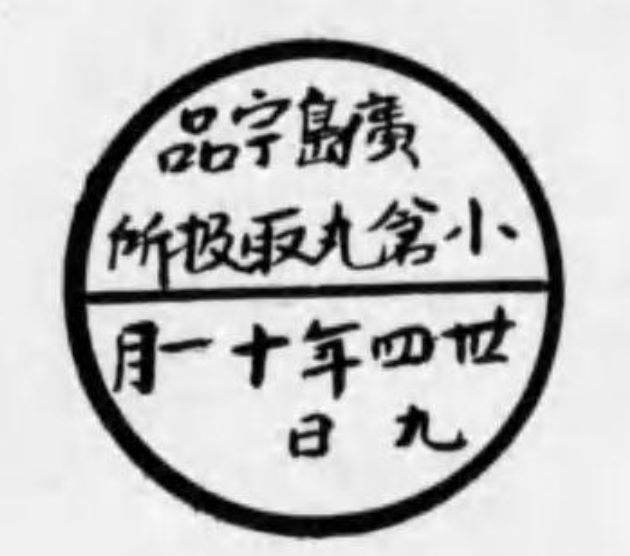
宇品支局小倉丸郵便取扱所の消印

1901年（明治34年）2月5日、宇品 - 山海関間を往復する通信船であった佐倉丸、朝顔丸、小倉丸及び和歌浦丸に広島郵便電信局の宇品支局郵便取扱所として各船内に郵便取扱所が設置された。このうち同年7月24日に宇品支局和歌浦丸郵便取扱所は廃止された。朝顔丸宇品支局郵便取扱所は同年7月26日に弘済丸に移転して弘済丸宇品支局郵便取扱所と改称し、ついで同年9月7日に相模丸へ移転して相模丸宇品支局郵便取扱所と改称され、同年11月13日に廃止された。小倉丸宇品支局郵便取扱所は同年11月10日に廃止され、佐倉丸宇品支局郵便取扱所は同年11月11日に廃止された。逓信省の報告によれば、これらの郵便取扱所が設置されたのは、北清事変により清国内へ派遣された陸海軍諸部隊と国内との連絡を敏活にし、通信船員や同地にある海軍艦船に対して直接郵便、為替及び貯金の取扱を行うことを目的としていた。

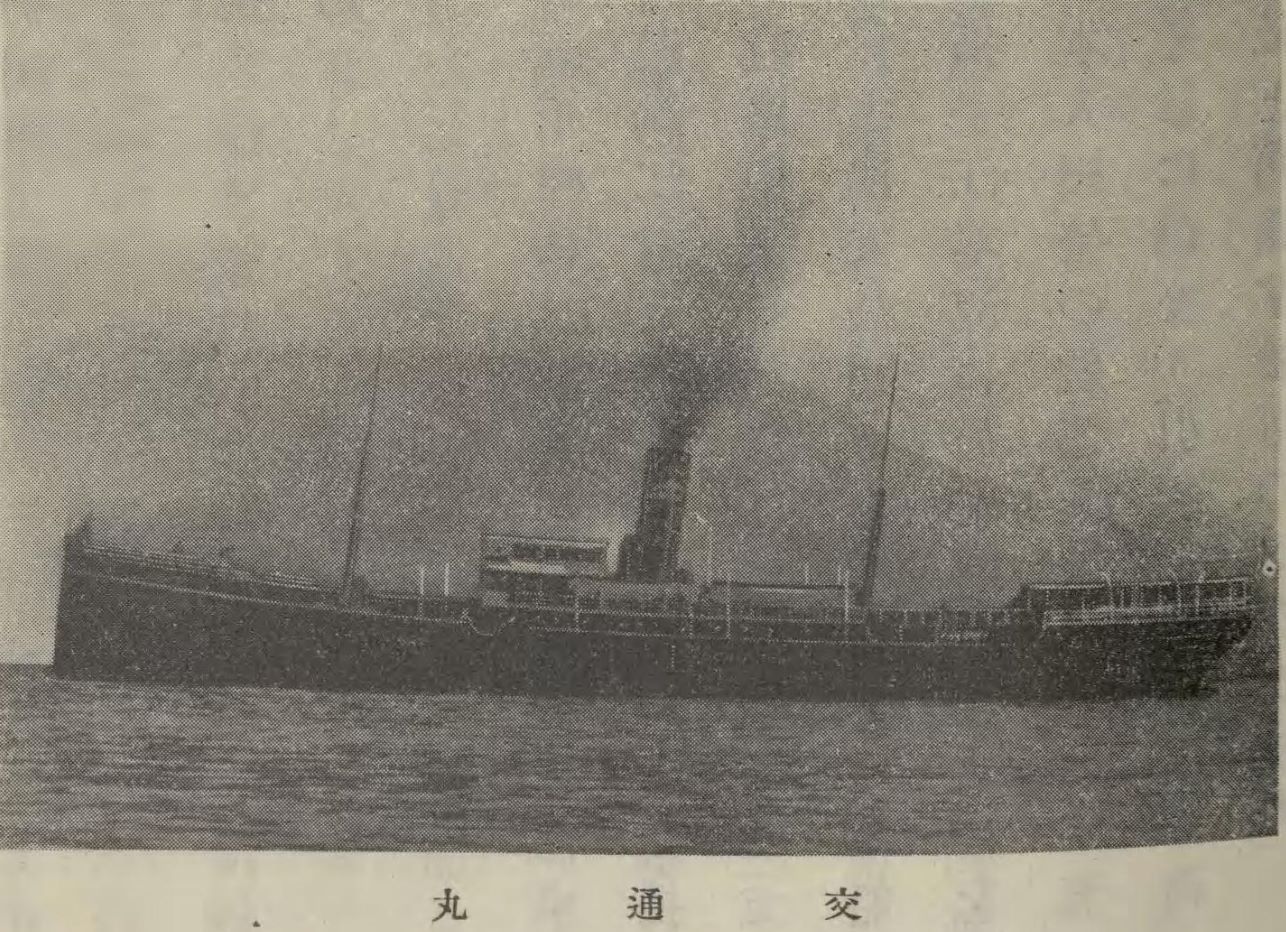
交通丸

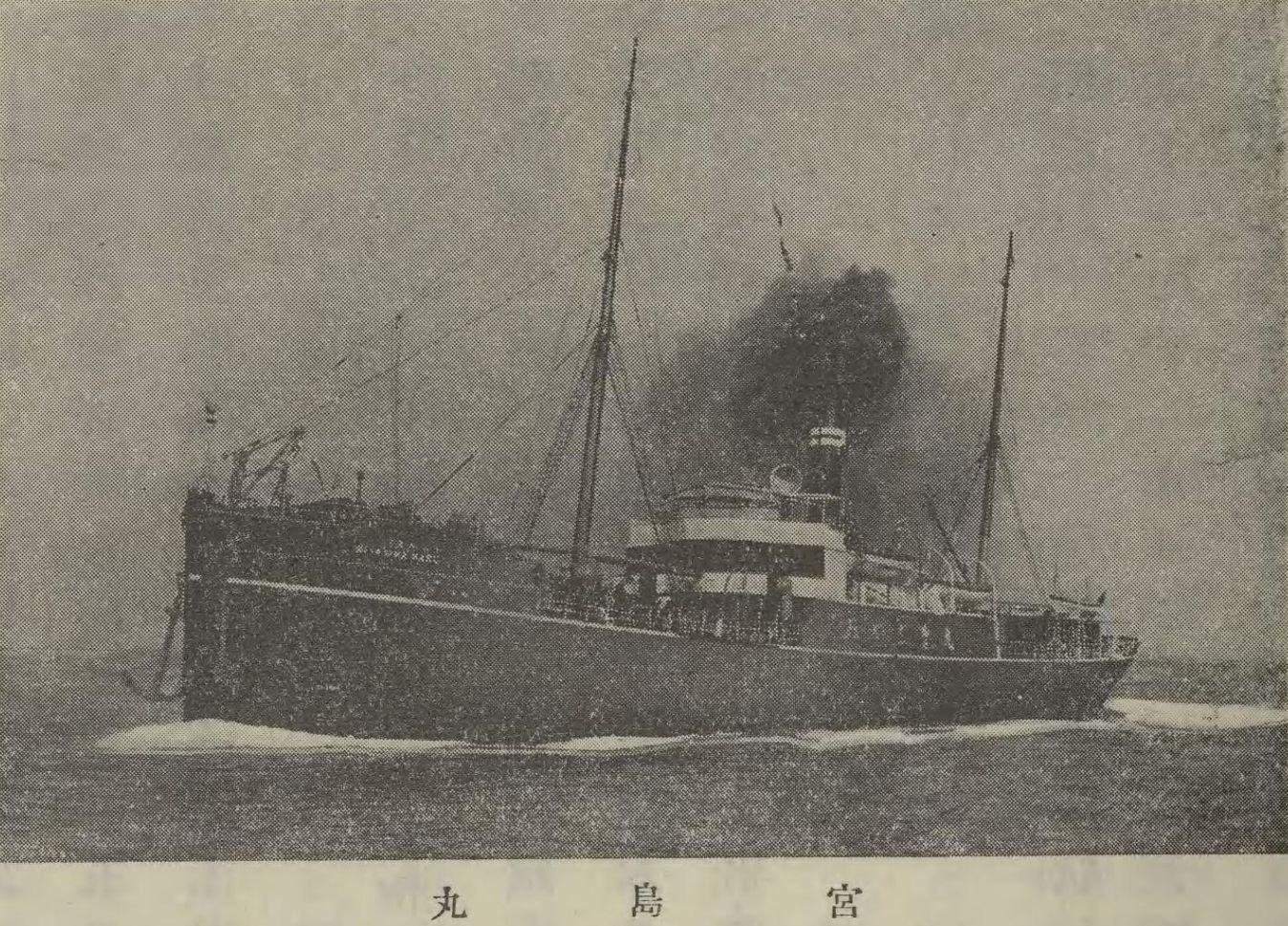
宮島丸

1902年（明治35年）5月21日、大家七平の経営による日本海線の汽船であった凱旋丸に函館郵便電信局郵便取扱所として凱旋丸函館郵便電信局郵便取扱所が設置され、同月27日より同じく大家七平日本海線の汽船であった交通丸に交通丸函館郵便電信局郵便取扱所が設置され、事務を開始した。同線は門司 - 浜田 - 境 - 宮津 - 敦賀 - 浦塩 - 敦賀 - 七尾 - 伏木 - 夷 - 新潟 - 函館 - 小樽 - 大泊 - 小樽 - 浦塩 - 元山 - 釜山を経て門司に至る甲線と、小樽 - 函館 - 夷 - 新潟 - 伏木 - 七尾 - 敦賀 - 宮津 - 境 - 浜田 - 門司 - 釜山 - 元山 - 浦塩 - 小樽 - 大泊を経て小樽に至る乙線を有する逓信省命令航路であった。凱旋丸函館郵便局郵便取扱所は、1903年（明治36年）5月12日に愛国丸に移転して愛国丸函館郵便局郵便取扱所となり、同年11月10日より大家商船合資会社の宮島丸に移転して宮島丸函館郵便局郵便取扱所となった。交通丸函館郵便局郵便取扱所も、1906年（明治36年）11月10日に大家商船合資会社の交通丸に移転している。これは同日に同航路の受命者を大家七平から同社へ変更したためである。いずれの郵便取扱所も冬季は閉鎖される習いであったが、1906年（明治39年）2月20日に閉鎖を告示されてから再開されることはなかった。なお同航路は1907年（明治40年）3月に命令満期となり、宮島丸及び交通丸は大阪商船に売却され、爾後同社が浦塩直航線及び浦塩廻航線を受命するに至った。

#### 年表
- 1900年（明治33年）
  - 6月14日 - 明治33年逓信省公達第306号を定める[39]。
  - 6月16日 - 中宮祠郵便電信取扱所を設置する[42]。
  - 8月6日 - 温泉郵便電信取扱所を設置する[44]。
- 1901年（明治34年）
  - 2月5日 - 佐倉丸、朝顔丸、小倉丸及び和歌浦丸内に広島郵便電信局の宇品支局郵便取扱所を設置する[50]。
  - 7月24日 - 宇品支局和歌浦丸郵便取扱所を廃止する[51]。
  - 7月26日 - 朝顔丸宇品支局郵便取扱所を弘済丸宇品支局郵便取扱所と改称移転する[52]。
  - 9月7日 - 弘済丸宇品支局郵便取扱所を相模丸宇品支局郵便取扱所と改称移転する[53]。
  - 11月10日 - 小倉丸宇品支局郵便取扱所を廃止する[55]。
  - 11月11日 - 佐倉丸宇品支局郵便取扱所を廃止する[56]。
  - 11月13日 - 相模丸宇品支局郵便取扱所を廃止する[54]。
  - 12月5日 - 議院郵便電信取扱所を設置する[45]。
- 1902年（明治35年）
  - 5月21日 - 凱旋丸函館郵便電信局郵便取扱所が事務を開始する[59]。
  - 5月27日 - 交通丸函館郵便電信局郵便取扱所が事務を開始する[59]。
  - 11月6日 - 日本橋駿河町郵便電信取扱所を設置する[46]。
- 1903年（明治36年）
  - 5月12日 - 凱旋丸函館郵便局郵便取扱所を愛国丸函館郵便局郵便取扱所と移転改称する[61]。
  - 9月11日 - 麹町桜田門外郵便電信取扱所を設置する[47]。
  - 11月10日 - 愛国丸函館郵便局郵便取扱所を宮島丸函館郵便局郵便取扱所と移転改称する[62]。
- 1904年（明治37年）3月31日 - 両国郵便電信取扱所及び新橋郵便取扱所を設置する[48]。
- 1905年（明治38年）4月1日 - 船舶内に設置の郵便取扱所を除く郵便電信取扱所及び郵便取扱所を二等郵便局に改定する[49]。
- 1906年（明治39年）2月20日 - 宮島丸函館郵便局郵便取扱所及び交通丸函館郵便局郵便取扱所の当面閉鎖を告示する[65]。

### 統計
各年度末における郵便電信取扱所及び郵便取扱所の設置数は次の通りであった。
| 年度                 | 郵便電信取扱所 | 郵便取扱所 | 船舶内郵便取扱所 |
| -------------------- | -------------- | ---------- | ---------------- |
| 1900年（明治33年）度 | 2              | 0          | 4                |
| 1901年（明治34年）度 | 3              | 0          | 0                |
| 1902年（明治35年）度 | 4              | 0          | 2                |
| 1903年（明治36年）度 | 6              | 1          | 2                |
| 1904年（明治37年）度 | 6              | 1          | 2                |
| 1905年（明治38年）度 | 0              | 0          | 2                |
| 1906年（明治39年）度 | 0              | 0          | 0                |

## 郵便取扱所（統監府）

### 概要
統監府における郵便取扱所は、大韓帝国において1906年（明治39年・光武10年）12月1日から設置された通信官署の現業機関である。1910年（明治43年）10月1日から朝鮮総督府通信官署官制（明治43年勅令第360号）による郵便局となった。

### 歴史

#### 大韓帝国通信機関の委託
詳細については日韓通信業務合同を参照のこと。
1904年（明治37年・光武8年）2月23日、日韓両政府は日韓議定書に調印して、大韓帝国政府は「大日本ヲ確信シ施政ノ改善ニ関シ其ノ忠告ヲ容ルヽ」こととなり、ついで1905年（明治38年・光武9年）4月1日、両政府代表者は韓国通信機関委託ニ関スル取極書に調印、これを締結した。その内容は次の通りであった。
本協約に基づき日本政府は大韓帝国内における逓信事業を管掌することとなり、1906年（明治39年・光武10年）1月1日には統監府通信官署官制（明治38年勅令第268号）を施行して、同国内において同令に基づく通信管理局並びに郵便局等の現業機関を設置することとなった。

#### 統監府における郵便取扱所の概要

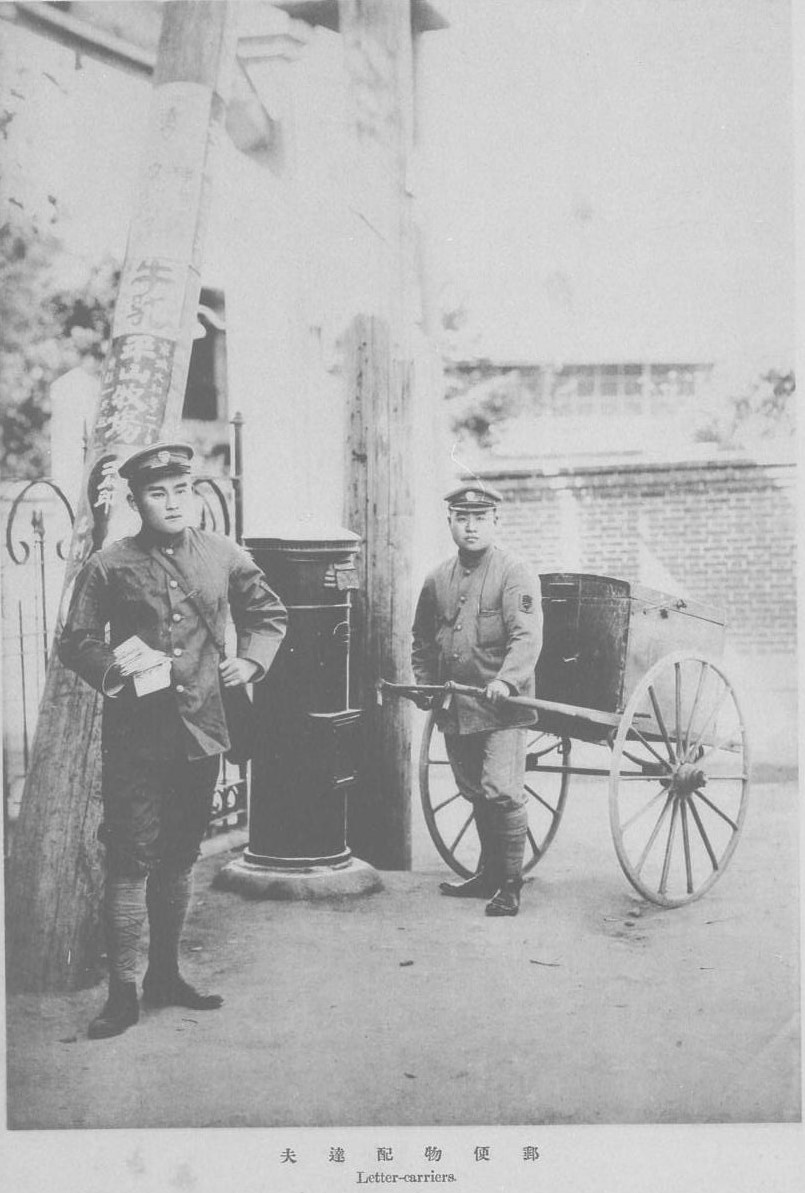
統監府の郵便配達員

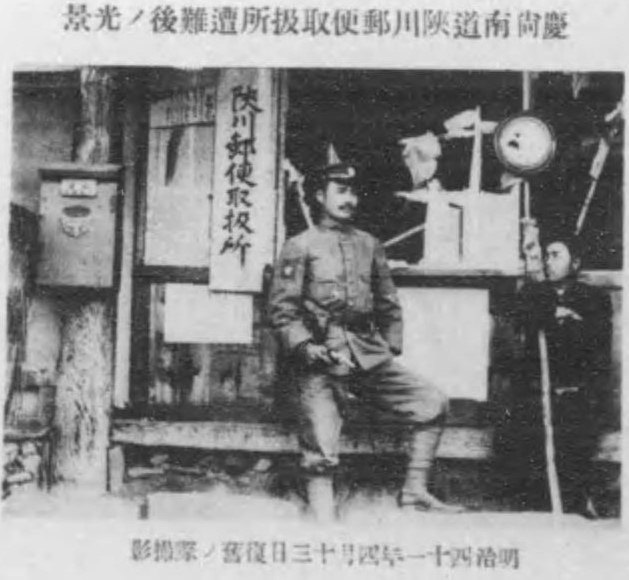
慶尚南道陜川郵便取扱所

統監府における郵便取扱所及び郵便電信取扱所は、統監府通信官署官制第5条により同年12月1日から大韓帝国内に初めて設置された。その使命は郵便切手類の売捌、郵便物の引受及び配達、郵便為替、郵便貯金及び郵便取立金の受払、内外和欧文電報の受付及び配達（郵便電信取扱所に限る）、そして韓国国庫金の出納及び保管であった。韓国国庫金の出納は1906年（明治39年・光武10年）7月に統監府通信管理局長と韓国度支部大臣との間に締結した韓国国庫金出納委託条項に基づく業務であり、一年につき25万円を統監府の設置する各通信官署において取扱うもので、その取扱に係る国庫金はすべて日本政府の歳入歳出外現金として郵便電信電話官署ノ現金受払ニ関スル件（明治36年勅令第23号）に基づき各通信官署等の職員において他の各種現金と共に交互振替または繰替計算をもって取扱うと定められていた。なお同業務を取扱わない郵便取扱所は、別に告示された。
統監府の設置する通信官署に係る経費については、明治38年勅令第280号及び明治39年統監府令第3号により通信官署経費渡切規則（明治38年勅令第62号）及び通信官署経費渡切規則施行細則（明治38年逓信省令第30号）を準用していたが、郵便取扱所については通信官署経費渡切規則施行細則第1条第1号ないし第7号、第11号ないし第13号に定める経費、すなわち器具器械費、式紙帳簿雑品費、図書購買費、薪炭費、点灯費、通信運搬費、傭人費、船舶車輌費、賄費及び諸雑費並びに当該取扱所の主事の職務遂行に要する経費を交付するものと定められた。
郵便取扱所は電信の取扱を開始すると郵便電信取扱所と改称されており、1908年（明治41年・隆熙2年）度末には郵便取扱所は107ヶ所、郵便電信取扱所は32ヶ所であったが、1909年（明治42年・隆熙3年）度末には郵便取扱所は36ヶ所、郵便電信取扱所は103ヶ所と漸次電信を取扱う取扱所が増加していることがうかがえる。なお当時の書籍によれば、郵便取扱所及び郵便電信取扱所は「内地に於ける二等局と略ぼ同一組織にして、即ち二等局の規模の小なるものなるべし」と評されている。
1910年（明治43年）10月1日、朝鮮総督府官制（明治43年勅令第354号）施行により朝鮮総督府が発足し、同時に朝鮮総督府通信官署官制（明治43年勅令第360号）が施行された。これにより統監府通信官署官制によって設置された通信官署は、朝鮮総督府通信官署官制によって設置される通信官署へ承継されることとなり、郵便取扱所及び郵便電信取扱所はすべて朝鮮総督府通信官署官制による郵便局となってその事務を承継した。

#### 年表
- 1904年（明治37年・光武8年）2月23日 - 日韓両政府代表者は日韓議定書に調印し、これを締結する[72]。
- 1905年（明治38年・光武9年）4月1日 - 日韓両政府代表者は韓国通信機関委託ニ関スル件に調印し、これを締結する[73]。
- 1906年（明治39年・光武10年）
  - 1月1日 - 統監府通信官署官制（明治38年勅令第268号）を施行する[76]。
  - 1月10日 - 統監府の通信官署へ官設鉄道、郵便、電信、電話官署出納員現金出納ニ関スル件（明治33年勅令第408号）、郵便電信電話官署ノ現金受払ニ関スル件（明治36年勅令第23号）及び通信官署経費渡切規則（明治38年勅令第62号）を準用する件を施行する[88]。
  - 1月11日 - 統監府の通信官署へ郵便電信電話官署現金受払規則（明治36年逓信省令第17号）、出納員現金取扱規則（明治34年逓信省令第36号）及び通信官署経費渡切規則施行細則（明治38年逓信省令第30号）を準用する旨を定める[89]。
  - 4月10日 - 統監府が設置する通信官署のうち、明治38年勅令第280号により通信官署経費渡切規則により明治39年度分から渡切をもってその経費の全部または一部を交付するもの、明治39年統監府令第3号により通信官署経費渡切規則施行細則第1条第1号ないし第7号及び第11号ないし第13号の経費を交付するもの、明治39年統監府令第3号により通信官署経費渡切規則施行細則第1条第8号または第8条ないし第10号の経費を交付するものを定める[90]。
  - 9月26日 - 統監府が設置する通信官署に対して交付する経費の別を定めた明治39年統監府告示第20号に郵便電信取扱所及び郵便取扱所を追加し、明治39年統監府令第3号により通信官署経費渡切規則施行細則第1条第1号ないし第7号、第11号ないし第13号及び当該取扱所の主事の職務遂行に要する経費を交付するものと定める[82]。
  - 10月1日 - 韓国国庫金の出納を取扱う通信官署を定め、同日よりその取扱を開始する[79][80]。ただし郵便取扱所においてはその設置日より取扱を開始する[79]。
- 1907年（明治40年・光武11年）
  - 1月1日 - 統監府が設置する通信官署のうち郵便局出張所を廃止し、これを全部郵便局または郵便取扱所に改定する[91]。
  - 5月15日 - 新たに統監府設置の郵便取扱所及び郵便電信取扱所等の通信官署に対して交付する経費を定め、明治39年統監府告示第20号を廃止する[83]。
- 1910年（明治43年）10月1日 - 朝鮮総督府通信官署官制（明治40年勅令第360号）を施行する[86]。統監府通信官署官制による郵便取扱所及び郵便電信取扱所は、朝鮮総督府通信官署官制による郵便局となる[71]。

#### 韓国人による郵便取扱所への襲撃

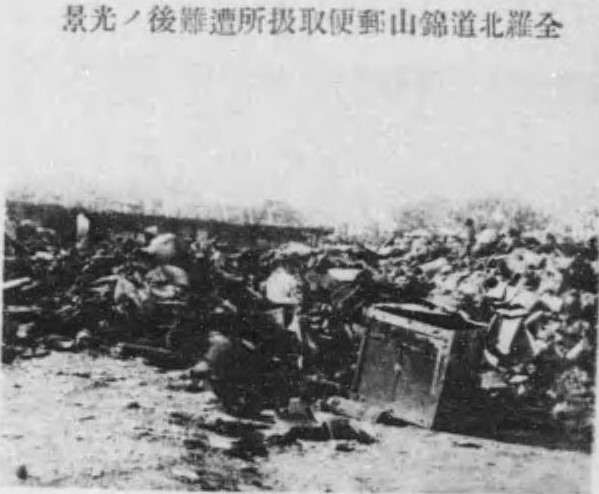
破壊された全羅北道錦山郵便取扱所

大韓帝国内における日本の運営に係る通信官署は、度々韓国人による襲撃を受けており、特に1907年（明治40年・隆熙元年）7月のハーグ密使事件並びに第三次日韓協約の締結、また同年8月1日の大韓帝国軍の解散を受け、各地において暴徒による局舎の破壊や吏員の殺害等の事件が頻発するようになった（義兵闘争）。1907年（明治40年・隆熙元年）度に襲撃を受けた郵便取扱所及び郵便電信取扱所は56箇所であったが、漸次各所において鎮圧を見たので、1908年（明治41年・隆熙2年）度には5箇所に減少した。
一例として統監府の報告によれば各地に次のような襲撃事件があった。
- 1907年（明治40年・隆熙元年）
  - 8月6日 - 江原道平昌郵便取扱所を約100名の暴徒が襲撃し、所長金原源蔵及び事務員山田参吾が殺害された[95]。
  - 8月9日 - 京畿道江華郵便取扱所を旧大韓帝国軍人等が砲撃した[95]。
  - 9月3日 - 慶尚北道聞慶郵便取扱所を約600名の暴徒が襲撃し、同所逓送人島田市松が殺害された[95]。
  - 9月10日 - 全羅北道淳昌郵便取扱所を暴徒が襲撃し、事務員三輪晋一及び光州郵便局逓送人徳永茂平が殺害された[95]。
  - 9月17日 - 江原道鉄原郵便取扱所を約70名の暴徒が襲撃し、事務員原田新三郎と同所に避難していた漣川郵便取扱所所長の米山倉蔵が殺害された[95]。
  - 10月3日 - 全羅北道錦山郵便取扱所を暴徒が襲撃し、局舎は放火され全焼した[95]。
  - 10月29日 - 慶尚北道興海郵便取扱所を暴徒約100名が襲撃し、所長市川為太郎ならびに同夫人及びその娘が殺害され、局舎は全焼した[95]。
- 1908年（明治41年・隆熙2年）
  - 1月10日 - 咸鏡南道甲山郵便取扱所を暴徒380名が襲撃し、通信事務員佐藤隆一及び通信工夫濱田文吉が殺害され、他の所員も重軽傷を負った[95]。

このような事件頻発の情勢を受け、統監府は1907年（明治40年・隆熙元年）9月17日に「事変ノ為一時所舎ヲ閉鎖シ又ハ復旧ノ場合処理方ノ件」（統監甲12640号）を通牒し、また、その必要を認めた局所の吏員へは保護銃の交付を行っている。ただし、この保護銃が暴徒に掠奪される事件も発生しており、統監府はその保管等につき厳重に注意するよう1908年（明治41年・隆熙2年）5月25日付の「保護銃保管方注意ノ件」（統監甲第11462号）にて呼びかけを行った。

### 統計
各年度における郵便取扱所の設置数は次の通りであった。
| 年度                           | 郵便取扱所 | 郵便電信取扱所 |
| ------------------------------ | ---------- | -------------- |
| 1906年（明治39年・光武10年）度 | 126        | 17             |
| 1907年（明治40年・隆熙元年）度 | 114        | 27             |
| 1908年（明治41年・隆熙2年）度  | 107        | 32             |
| 1909年（明治42年・隆熙3年）度  | 103        | 36             |

## 郵便取扱所（関東局）

### 概要
関東庁（後の関東局）における郵便取扱所は、1924年（大正13年）2月1日から関東州及び南満洲鉄道附属地において設置された通信官署の現業機関である。南満洲鉄道附属地における郵便取扱所は、1937年（昭和12年）12月1日に満洲国へ移譲された。

### 沿革

#### 関東州における逓信官制の概略

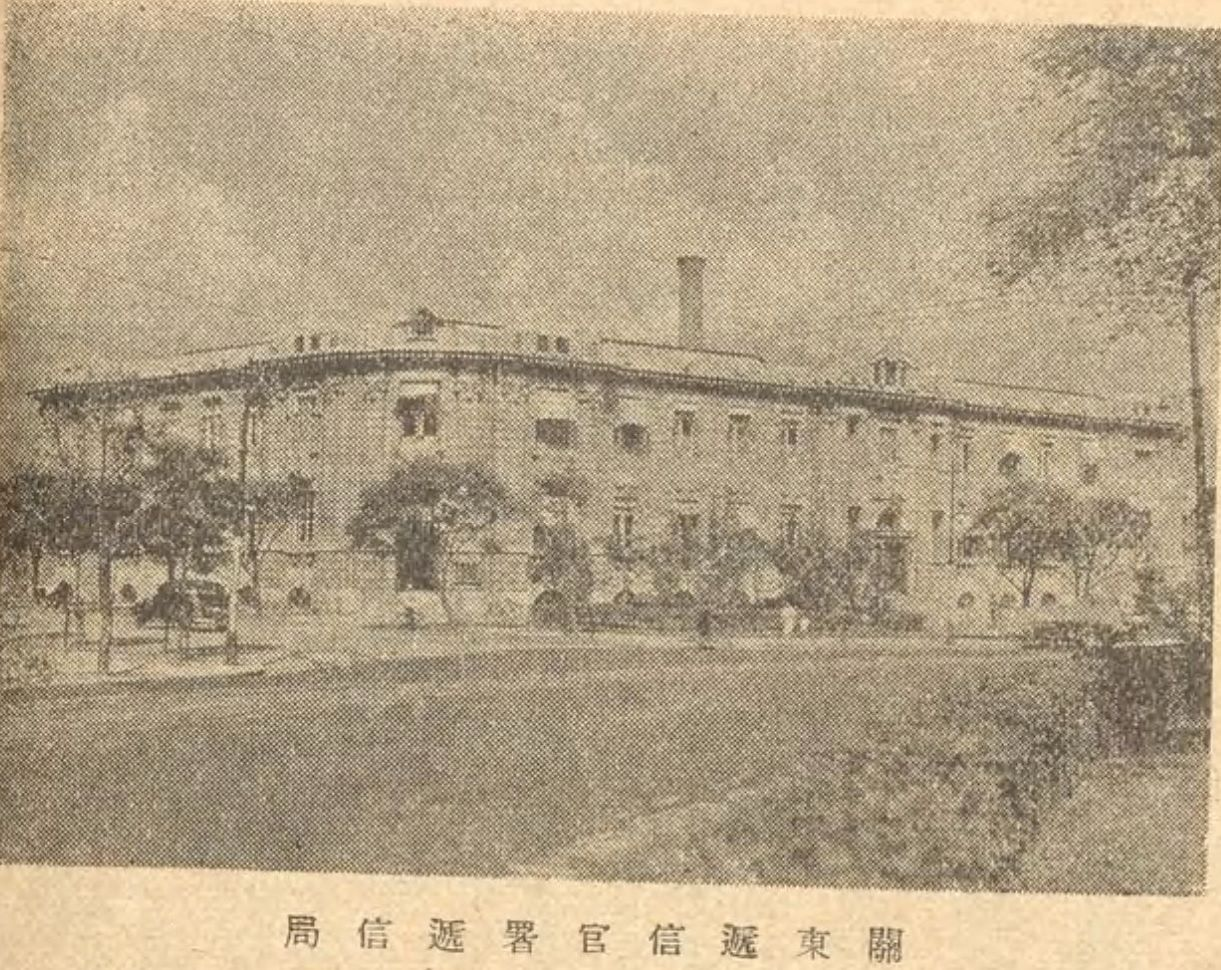
関東逓信官署逓信局

1906年（明治39年）9月1日、関東都督府郵便電信局官制（明治39年勅令第197号）が施行され、それまでの軍用通信施設を用いて一般公衆の利用し得る郵便電信局が関東州において供用された。続いて1908年（明治41年）11月1日から関東都督府通信官署官制（明治41年勅令第275号）を施行して、関東都督府郵便電信局官制を廃止し、各業務の監督を行う通信管理局と郵便局以下の現業事務を掌る機関を規定した。この関東都督府通信官署官制は、1919年（大正8年）7月16日から関東庁通信官署官制と改められ、同時に通信官署へ電話局を加えた。ついで1920年（大正9年）10月23日より関東庁逓信官署官制（大正9年勅令第502号）を施行して、関東庁通信官署官制を廃止し、通信管理局を逓信管理局に改めた。

#### 関東局における郵便取扱所の概要

関東州全図。本文中にいう会は市と同じく関東州における地域区分であった。

1924年（大正13年）2月1日、関東庁は関東庁逓信官署官制第7条により関東州各会屯ならびに南満洲鉄道各停車場において郵便取扱所を設置した。関東州内において設置する郵便取扱所ならびに南満洲鉄道の各停車場に設置する一部の郵便取扱所においては、郵便切手類の売捌、郵便物の交付ならびに所轄郵便局における書留及び価格表記郵便物の引受補助をその取扱業務とし、一部の南満洲鉄道各停車場に設置する郵便取扱所については郵便物の交付のみを行った。関東州各会屯において郵便取扱所を開設したのは、それまで関東州内における郵便物集配が郵便局を設置した主要都邑とその隣接部落に限定されており、各会の発展状況に鑑み、州内辺境の地域における郵便施設を整備することがその目途であった。また、南満洲鉄道各停車場における郵便取扱所は、それまで南満洲鉄道と協定し便宜的に郵便物の取扱を行わせていた各停車場を公式の通信機関とすべく指定したものであった。

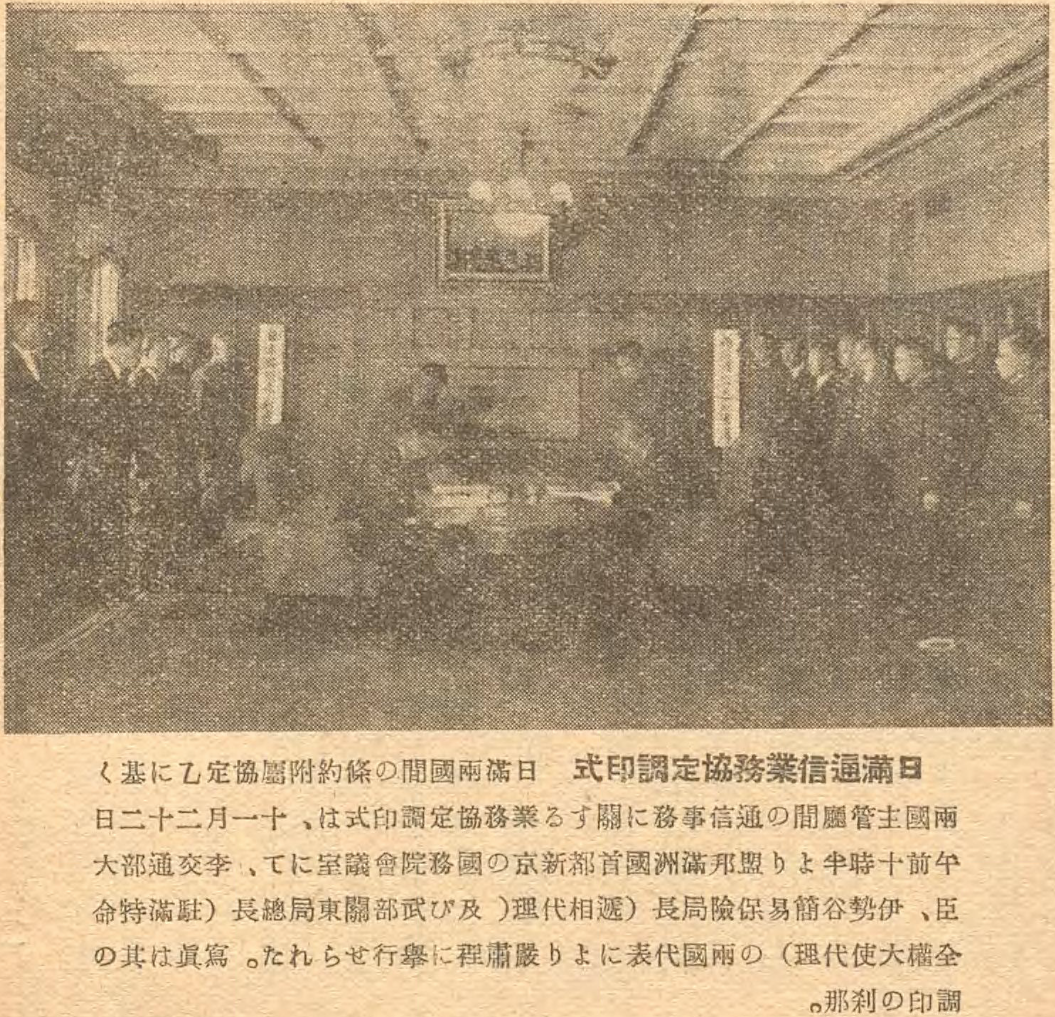
昭和12年条約第15号附属協定乙に基づく日満通信業務協定調印式（満洲国新京特別市国務院）

1937年（昭和12年・康徳4年）11月5日、日本政府代表者は満洲帝国政府代表者と「満洲国ニ於ケル治外法権ノ撤廃及南満洲鉄道附属地行政権ノ移譲ニ関スル日本国満洲国間条約」（昭和12年条約第15号）に調印し、同条約は同年12月1日より実施されることとなった。本条約に基づき、南満洲鉄道附属地において設置された関東局の郵便局や郵便取扱所等の通信官署121ヶ所ならびにその吏員は、同年12月1日から満洲国に移譲されることとなった。また同条約附属協定（乙）第2条において日本国内の制度にはあり、満洲国国内の制度にはなく、且つ特にその必要があると認められる通信事務については、満洲国政府へ委託されることも定められ、関東局がその委託事務につき職掌した。なお満洲国においては、従前通信官署の現業機関として郵局、郵寄代弁所及び信櫃の三種を有したが、這般の関東局からの移譲に際して官制を改めこれを廃し、関東局設置の郵便局、郵便所及び郵便取扱所を含め、新たに郵政局及び郵政弁事所の二種の区分を設けてこれらを統合した。
郵便取扱所における取扱事務は1941年（昭和16年）10月16日から大幅に拡充され、内国及び満洲国宛郵便物の引受、郵便為替、貯金等の事務を取扱う取扱所も出てきた。しかし、1945年（昭和20年）8月15日の今次大戦における日本の敗戦以後、関東局は実質的にその支配力を喪失し、1946年（昭和21年）4月1日には各官署の接収が行われた。

#### 年表
- 1924年（大正13年）2月1日 - 関東州各会屯並びに南満洲鉄道附属地に郵便取扱所を設置する[102]。
- 1937年（昭和12年・康徳4年）
  - 11月5日 - 日本と満洲国の間に「満洲国ニ於ケル治外法権ノ撤廃及南満洲鉄道附属地行政権ノ移譲ニ関スル日本国満洲国間条約」（昭和12年条約第15号）を締結する[112]。
  - 12月1日 - 満洲国ニ於ケル治外法権ノ撤廃及南満洲鉄道附属地行政権ノ移譲ニ関スル日本国満洲国間条約を実施し、南満洲鉄道附属地における郵便取扱所を満洲国に移譲する[112][104]。
- 1941年（昭和16年）10月16日 - 各郵便取扱所における取扱事務範囲を改める[116]。
- 1946年（昭和21年）4月1日 - 関東州内各通信官署の接収が行われる[104]。

### 統計
各年度末における郵便取扱所設置数は次の通りであった。
| 年度                 | 郵便取扱所 |
| -------------------- | ---------- |
| 1926年（昭和元年）度 | 146        |
| 1927年（昭和2年）度  | 150        |
| 1928年（昭和3年）度  | 149        |
| 1929年（昭和4年）度  | 150        |
| 1930年（昭和5年）度  | 151        |
| 1931年（昭和6年）度  | 149        |
| 1932年（昭和7年）度  | 151        |
| 1933年（昭和8年）度  | 145        |
| 1934年（昭和9年）度  | 146        |
| 1935年（昭和10年）度 | 146        |
| 1936年（昭和11年）度 | 147        |
| 1937年（昭和12年）度 | 82         |
| 1938年（昭和13年）度 | 79         |
| 1939年（昭和14年）度 | 79         |
| 1940年（昭和15年）度 | 79         |

## 郵便取扱所（大正15年逓信省令第39号）

### 概要

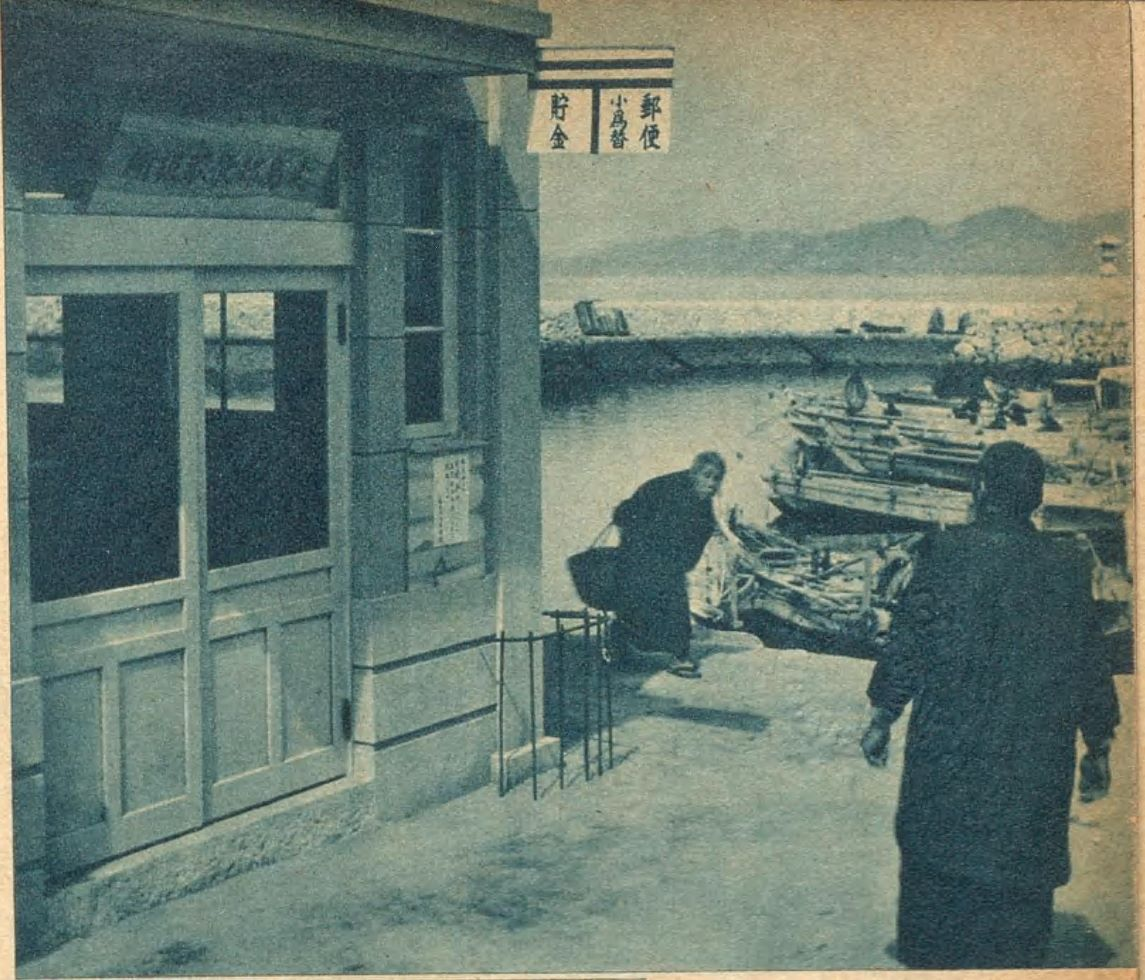
広島県沼隈郡走島村の走島郵便取扱所。「郵便取扱所の建物は全島唯一の洋館で未だ電灯もない島にあつては異彩を放つてゐる」（『逓信協会雑誌』第346号、1937年（昭和12年）6月、逓信協会）

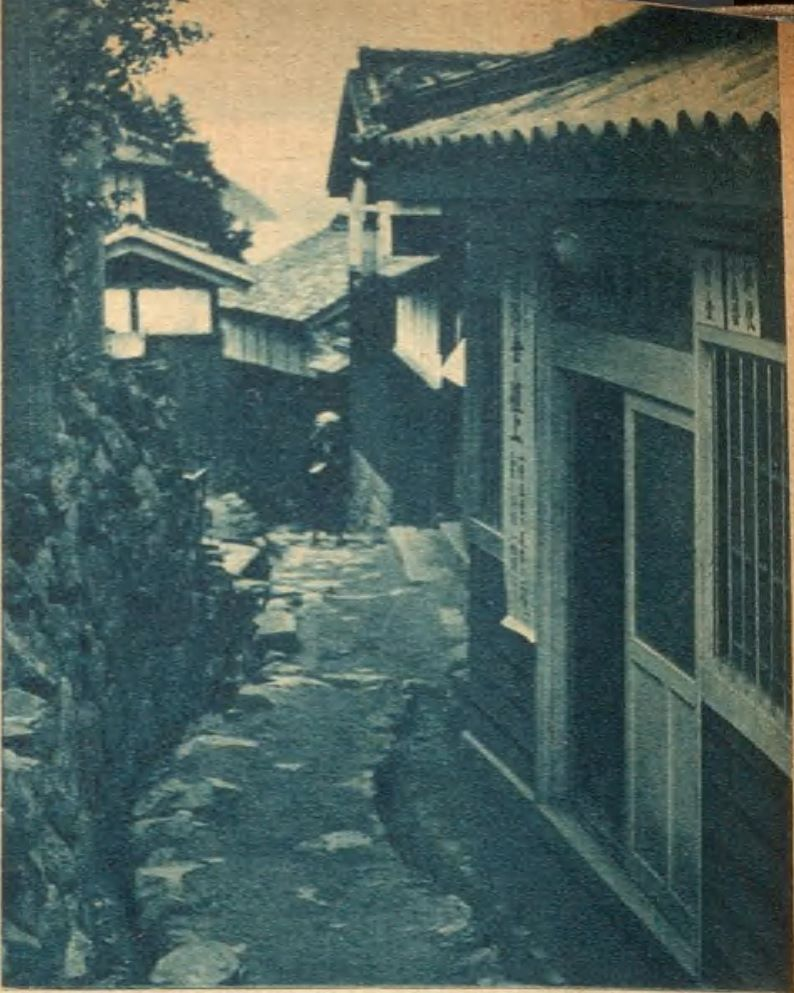
香川県香川郡雌雄島村の男木島郵便取扱所。「近年若い者の阪神地方に出稼ぎするもの多く、郵便為替の受払状況からみると彼等の送金が島の生計を豊かにしてゐるやうである」（『逓信協会雑誌』第346号、1937年（昭和12年）6月、逓信協会）

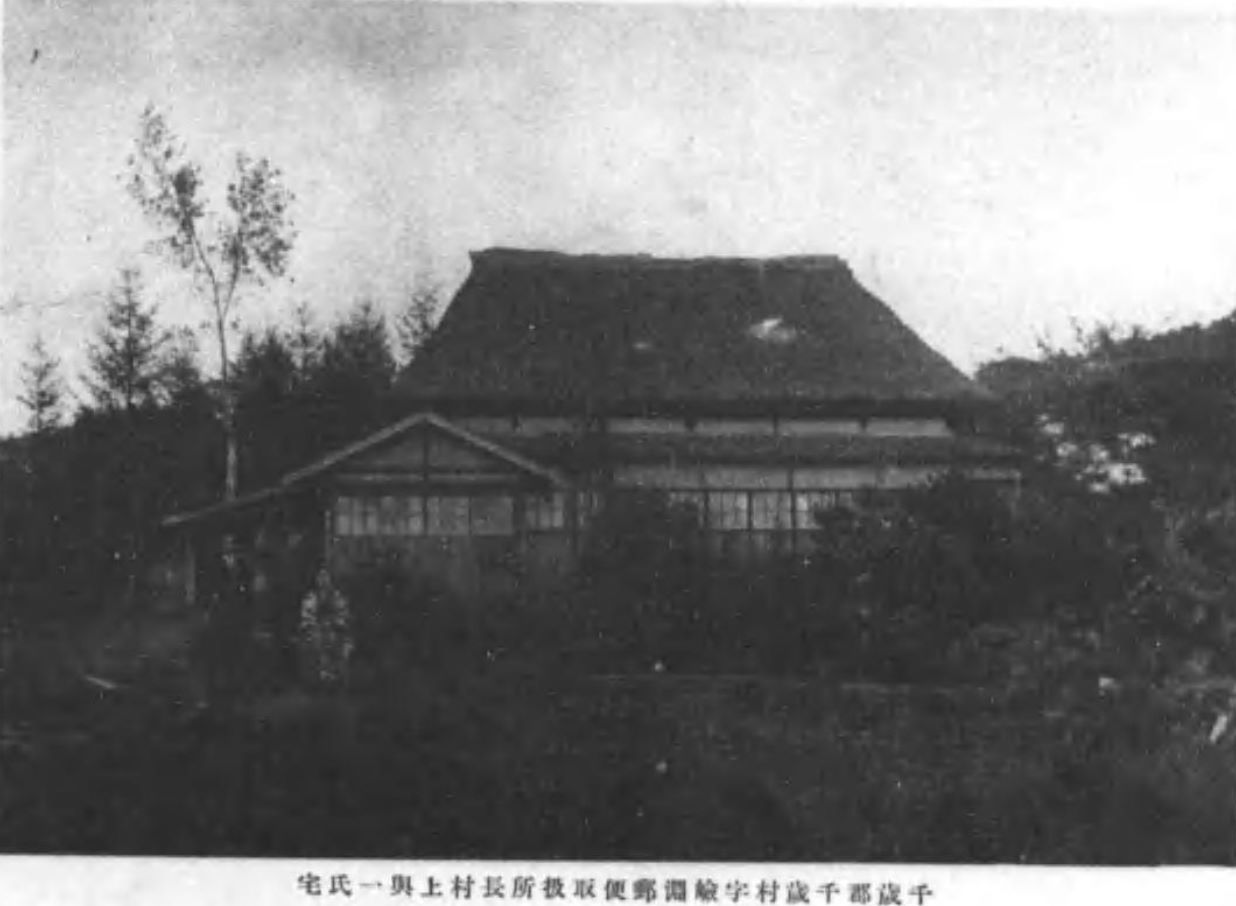
北海道胆振国千歳郡千歳村の胆振嶮淵郵便取扱所。1936年（昭和11年）9月26日から無集配三等郵便局に昇格した（昭和11年逓信省告示第2415号）。

逓信省における郵便取扱所は1926年（大正15年）10月1日より日本内地において設置された通信官署の現業機関である。主として僻地における郵便局不足を解消するために設置された。1940年（昭和15年）12月1日に郵便取扱所はすべて三等郵便局に改定された。

### 歴史

#### 郵便取扱所制度の創設
1926年（大正15年）10月1日、郵便取扱所規則（大正15年逓信省令第39号）が施行され、郵便取扱所制度が開始された。1926年（大正15年）9月末において日本国内には8,745箇所に郵便局が設けられており、その10年前の1916年（大正5年）と比較して約1割6分5厘の増加であったが、たとえば英国においては一局あたりの担当面積は0.7方里、一局あたりの人口は2,080人、ドイツにおいては一局あたりの担当面積は0.89方里、一局あたりの人口は1,738人であったのに対し、日本においては一局あたりの担当面積は2.84方里、一局あたりの人口は6,860人であって、当時の列強諸国に比すればその設置数は未だ僅少であった。また、当時の日本内地における町村数は11,747であったが、このうち郵便局未設置の町村が5,464あり、西欧列強諸国中で最低の郵便局普及率であったイタリアにもなお相当の距離があって、都市に設置する郵便局は一局あたりの人口が多いために常に多忙で窓口は混雑し、また農村の人々は郵便局利用のためにわざわざ遠方へ赴かねばならなかった。しかし政府の財政状況には、多数の郵便局を設置してこれを経営する余裕がなかった。
郵便取扱所はこのような当時の郵便局不足問題に対応するために導入された制度であった。その取扱事務は、外国郵便物を除く郵便物の引受（ただし書留、留置、価格表記及び配達証明以外の特殊取扱とすべき郵便物を取扱わない）、郵便切手類及び収入印紙の売捌、小為替の振出、払渡及び払戻（ただし自所振出以外の為替金の払戻は行わない）、共同貯金を除く郵便貯金の預入及び払戻（ただし預入は現金に限り新規預入を取扱わず払戻は自所預入金に対する一日5,000円以下の即時払戻に限り全払を取扱わない）、郵便貯金に関する改印、改氏名及び転居届の受理に限られた。たとえば、為替を小為替と限定したのは通常為替や電信為替まで取扱うと経費も嵩み、報知書の保管対照という繁雑な事務を行わねばならないという手数を省略したものであり、郵便貯金の預入を新規以外に限定したのは未使用貯金通帳の保管をする必要がなく、事務も簡易化され盗難の虞もなくなるというような理由があった。このように取扱事務を比較的簡易なものに限定することで、経費を節減することができ、都市のそれと比較して単純な経済状態であった農村において簡易的な窓口機関としては相当であると目論まれたのである。設備においても経費の節減が図られ、当時の記録によれば「この取扱所は新に家屋を新築するのではなく従来切手葉書類を売捌いてゐる酒屋、タバコ屋等の内から指定して一方で自業を営みながら片方で地方町村の三等局の下にあつて簡単な郵便事務を取扱ふ」とある。また1929年（昭和4年）の雑誌には次のようにある。

#### 郵便取扱所における取扱事務範囲の拡大
しかし、このように局限された取扱事務に対する不満の声は多くあり、たとえば福井県足羽郡六条村六条郵便取扱所の北川緑は次のように述べている。
島根県八束郡朝酌村朝酌郵便取扱所の野津顕は次のように述べている。
このような人々からの郵便取扱所における事務拡張の要望は、1937年（昭和12年）11月1日から順次実現することになった。逓信省郵務局の水谷史郎は次のように述べている。
本改正からそれまで郵便取扱所規則において省令により定めていた郵便取扱所の事務範囲を告示によって定めることとした。これは時宜によってその改廃を容易ならしめることがその目途であった。そしてその取扱事務は、訴訟、審判及び審査書類並びに切手別納及び約束郵便物を除く内国及び日満郵便物の引受、内容證明や約束郵便物等を除く中華民国及び満洲国宛通常郵便物の引受、外国郵便物を除く留置及び代金引換郵便物の交付、郵便切手類及び収入印紙の売捌、内国郵便為替及び日満郵便為替、郵便切手預入、證券預入、通常払戻、即時全部払戻、月掛貯金及び共同貯金の預入並びに払戻を除く郵便貯金の預入及び払戻、郵便貯金に関する改印、改氏名及び転居届並びに貯金通帳の利子記入、検閲及び再度交付請求の受理、證券による払込を除く郵便振替貯金及び日満郵便振替の払込とされ、また別に告示する郵便取扱所にあっては電信電話事務をも取扱うと定められた。これによりまず郵便物の引受については訴訟、審判及び審査書類並びに切手別納及び約束郵便物を除く特殊取扱郵便物の引受が可能となり、交付事務についても内国及び日満郵便物の留置及び代金引換に限り取扱うことになり、ほとんど無集配三等郵便局の事務範囲と変らなくなった。また、従来外国郵便は全然取扱わなかったが、別に定めるものを除き満洲国及び中華民国宛の通常郵便物を取扱い得るようになった。為替についても通常為替及び電信為替の取扱が開始され、貯金においても新規預入や貯金通帳の利子記入等が可能になった。
また従来は郵便取扱所においては電信電話事務は取扱い得なかったので、電信電話の取扱を行う場合は、同一の取扱所においてしかも同一人が管掌するにかかわらず、電信電話取扱所を併置してこれを掲示する必要があったので、本改正によって郵便取扱所においても電信電話事務を取扱い得ることとし、不要な事務を省略して郵便取扱所と併置されている電信電話取扱所は漸次廃止することとなった。これによりたとえば同日付けを以て、埼玉県入間郡高階村の高階郵便取扱所に併置されていた高階電信電話取扱所や和歌山県那賀郡小川村の梅本郵便取扱所に併置されていた梅本電信電話取扱所は廃止され、その事務は郵便取扱所において承継することとなった。また、電信電話事務取扱開始に合せて、郵便取扱所においても電話料金の収納を行い得るよう逓信省の内規の改正が行われた。
1938年（昭和13年）5月1日からはそれまで郵便取扱所の取扱事務範囲を定めていた昭和12年逓信省告示第3364号を廃止し、新たに昭和13年逓信省告示第980号、昭和13年逓信省告示第986号及び昭和13年逓信省告示第1352号によりこれを規定することとなった。本告示により、郵便取扱所は料金別納郵便物、約束郵便物及び市内郵便物の引受、訴訟、審判及び審査書類郵便物の引受、郵便物の郵便私書箱渡し、発行人が発行の際に差し出す定期刊行物の引受の各業務を除く郵便事務の全部を担うとされた。これにより内国郵便についての無集配三等郵便局との違いは、訴訟、審判及び審査書類郵便物の引受の取扱の有無のみとなった。外国郵便については内容證明郵便物、代金引換郵便物、価格表記箱物、集金郵便、関税を課すべき印刷物及び商品見本、料金別納郵便物、約束郵便物並びに発行人が発行の際に差し出す定期刊行物を除く満洲国及び中華民国宛ての通常郵便物、課金別納とするものを除く重量7キログラムを越えない満洲国宛ての小包郵便物、満洲国宛ての郵便物の取戻及び名宛変更、中華民国宛ての郵便物の郵便による取戻及び名宛変更並びに中華民国宛て郵便物の踪跡取調に限り取扱うと定められた。また郵便為替、郵便貯金及び郵便為替貯金事務については、内国及び日満郵便為替の取扱、郵便切手預入、證券預入、通常払戻、即時全部払戻、月掛貯金及び共同貯金の預入並びに払戻を除く郵便貯金の預入及び払戻、郵便貯金に関する改印、改氏名及び転居届並びに貯金通帳の利子記入、検閲及び再度交付請求の受理、證券による払込を除く郵便振替貯金及び日満郵便振替の払込を行うと定められた。なお同年6月21日より取扱を行わない事務として郵便貯金の局所外預入と集金貯金を加えた。
1939年（昭和14年）11月1日には昭和13年逓信省告示第980号を廃止し、昭和14年逓信省告示第3185号によって郵便物の集配を行わない郵便局及び郵便取扱所においては、料金別納郵便物、約束郵便物及び市内郵便物の引受、発行人が発行の際に差し出す定期刊行物の引受及び郵便物の郵便私書函渡（ただし無集配三等郵便局のうち船場郵便局、大阪堀江郵便局及び三宮郵便局を除く）を除く内国郵便事務の全部を取扱うと定められた。続いて1940年（昭和15年）11月16日には昭和14年逓信省告示第3185号を廃し、昭和15年逓信省告示第3126号により郵便物の集配を行わない郵便局及び郵便取扱所においては、料金別納郵便物、約束郵便物及び内容証明郵便物の引受、発行人が発行の際に差し出す定期刊行物の引受及び郵便物の郵便私書函渡を除く内国郵便事務の全部を取扱うと定めた。本改正において無集配三等郵便局及び郵便取扱所において内容証明郵便物の引受を制限したのは、同郵便物の引受は最も時間を要するので、窓口混雑の緩和を図ることをその目途としていた。

#### 郵便取扱所の廃止
このように漸次その取扱事務範囲を拡大させていき、ほとんど無集配三等郵便局との差がなくなっていった郵便取扱所を、1940年（昭和15年）度において三等郵便局へ改定することなどを目的として同年度の逓信省所管予算には、約96万1000円の通信機関増置拡張費が計上された。こうして1940年（昭和15年）12月1日に郵便取扱所規則は廃止され、既存郵便取扱所は全部無集配三等郵便局に改定された。

#### 年表
- 1926年（大正15年）
  - 9月28日 - 大正12年逓信省告示第319号を改め、郵便取扱所における窓口取扱時間を午前8時から午後6時まで、12月29日から12月31日までを除く休日及び休暇日は正午までと定める[145]。
  - 10月1日 - 郵便取扱所規則（大正15年逓信省令第39号）を施行し、郵便取扱所の制度を開始する[119]。
- 1934年（昭和9年）8月1日 - 日満小為替の取扱を開始する[146]。
- 1937年（昭和12年）11月1日 - 郵便取扱所における取扱事務の範囲は省令によらず別に定めると改め、これを告示する[130][132]。
- 1938年（昭和13年）
  - 5月1日 - 昭和12年逓信省告示第3364号を廃止し、昭和13年逓信省告示第980号、昭和13年逓信省告示第986号及び昭和13年逓信省告示第1352号により取扱事務範囲を定める[136][137]。また、大正12年逓信省告示第319号を廃止し、昭和13年逓信省告示第980号により郵便取扱所における窓口取扱時間を午前8時から午後6時まで、休日及び休暇日は午前12時までと定める[136]。
  - 6月21日 - 昭和13年逓信省告示第986号を改め、取扱を行わない事務として郵便貯金の局所外預入と集金貯金を加える[138]。
- 1939年（昭和14年）11月1日 - 昭和13年逓信省告示第980号を廃止し[139]、昭和14年逓信省告示第3185号により取扱事務範囲を定める[140]。また、昭和14年逓信省告示第3010号により郵便取扱所における窓口取扱時間を午前8時から午後6時まで、休日及び休暇日は午前12時までと定める[139]。
- 1940年（昭和15年）
  - 11月16日 - 昭和14年逓信省告示第3185号を廃止し、昭和15年逓信省告示第3126号により取扱事務範囲を定める[141]。
  - 12月1日 - 郵便取扱所規則を廃止し、既存郵便取扱所はすべて無集配三等郵便局に改める[121][144]。昭和13年逓信省告示第986号を廃止し[147]、昭和13年逓信省告示第1352号、昭和14年逓信省告示第3010号及び昭和15年逓信省告示第3126号から郵便取扱所を削る[148]。

### 統計
各年度末における郵便取扱所設置数は次の通りであった。
| 年度                 | 郵便取扱所設置数 |
| -------------------- | ---------------- |
| 1926年（昭和元年）度 | 132              |
| 1927年（昭和2年）度  | 243              |
| 1928年（昭和3年）度  | 376              |
| 1929年（昭和4年）度  | 449              |
| 1930年（昭和5年）度  | 491              |
| 1931年（昭和6年）度  | 575              |
| 1932年（昭和7年）度  | 527              |
| 1933年（昭和8年）度  | 591              |
| 1934年（昭和9年）度  | 653              |
| 1935年（昭和10年）度 | 710              |
| 1936年（昭和11年）度 | 738              |
| 1937年（昭和12年）度 | 705              |
| 1938年（昭和13年）度 | 842              |
| 1939年（昭和14年）度 | 834              |

## 郵便取扱所（朝鮮総督府）

### 概要
朝鮮総督府における郵便取扱所は、1931年（昭和6年）2月16日より朝鮮において設置された通信官署の現業機関である。主として僻地における郵便局不足を解消するために設置された。

### 歴史
1910年（明治43年）10月1日に朝鮮総督府における通信官署の現業機関は、明治43年朝鮮総督府告示第9号により郵便局、郵便所、電信取扱所及び郵逓所と定められた。続いて1915年（大正4年）9月7日に電信電話所を加え郵逓所を廃止し、1921年（大正10年）4月16日に初めて京城に鉄道郵便局を置き、また1923年（大正12年）6月11日に電信局及び電話局の制度を導入して、同日京城無線電信局を置き、同年7月1日に京城中央電話局が置かれた。そして1931年（昭和6年）2月16日に郵便取扱所の制度が導入された。郵便取扱所において取扱う業務は、郵便切手類及び収入印紙の売捌、中華民国宛の通常郵便物以外の外国郵便物を除く郵便物の引受（ただし書留、留置、価格表記及び配達証明以外の特殊取扱とすべき郵便物を取扱わない）、通常為替及び電信為替を除く郵便為替の振出、払渡及び払戻、郵便貯金の預入及び払戻し並びに郵便貯金に関する改印改姓や転居届等の受理とされた。当時の雑誌には「簡易な窓口機関であつて、其の取扱ふ範囲も亦極めて制限せられて居る」との評価がある。朝鮮総督府が郵便取扱所制度を導入した目途は、「主トシテ僻遠地ニ於ケル窓口通信機関ノ充実ヲ図ル為」であった。本制度導入に伴い、約束郵便取扱承認規則（大正12年朝鮮総督府令第35号）等の各種法令の改正が行われた。
各年度末における郵便取扱所設置数は次の通りであった。
| 年度末             | 郵便取扱所設置数 |
| ------------------ | ---------------- |
| 1933年（昭和8年）  | 16               |
| 1934年（昭和9年）  | 21               |
| 1935年（昭和10年） | 26               |
| 1936年（昭和11年） | 31               |
| 1937年（昭和12年） | 31               |
| 1938年（昭和13年） | 31               |
| 1939年（昭和14年） | 31               |
| 1940年（昭和15年） | 15               |
| 1941年（昭和16年） | 0                |
| 1942年（昭和17年） | 0                |

上に掲げた表に示す通り、1940年（昭和15年）度末以降は郵便取扱所の設置はなくなっているが、『続逓信事業史資料拾遺』によれば、取扱業務に制限がある関係上、設置から2年後くらいには特定郵便局へ昇格させており、その後は実務面において郵便取扱所は消滅したという。

## 脚註
1. ↑  “郵便事業への民間参入” (PDF). 総務省.  総務省 (2005年). 2024年5月12日閲覧。
2. ↑  “郵便事業への民間参入” (PDF). 総務省.  総務省 (2006年). 2024年5月12日閲覧。
3. ↑  田原啓祐（著）、郵政歴史文化研究会（編）「戦前期三等郵便局の経営実態」（PDF）『郵政資料館研究紀要』第1号、日本郵政株式会社郵政資料館、2010年3月9日、30頁、ISSN 1884-9199、2024年5月13日閲覧。「1875年１月に郵便役所および郵便取扱所は郵便局と呼称され、郵便局は一等から五等に区別されることとなった。」
4. ↑  小原宏（著）、郵政歴史文化研究会（編）「明治前期における郵便局配置に関する分析」（PDF）『郵政資料館研究紀要』第1号、日本郵政株式会社郵政資料館、2010年3月9日、ISSN 1884-9199、2024年5月12日閲覧。
5. ↑  “郵便局の歴史とその役割” (PHP). 全国郵便局長会.  全国郵便局長会. 2024年5月12日閲覧。
6. ↑  駅逓司は当初民部省の司であったが、1871年9月11日（明治4年7月27日）に民部省が廃止されるとともに大蔵省へ移管され、さらに同年9月24日（明治4年8月10日）の官制改革に際して駅逓寮へと昇格し、その等級は三等寮と定められた（郵政省編、『郵政百年史資料 第十二巻』（336頁）、1968年（昭和43年）11月、吉川弘文館）（郵政省編、『郵政百年史年表』（10頁）、1967年（昭和42年）2月、吉川弘文館）
7. 1 2 3 4 5  郵政省編、『郵政百年史』（80から81頁）、1971年（昭和46年）3月、逓信協会
8. 1 2 3 4 5 6  山崎善啓、「郵便史「明治7年郵便取扱所を郵便役所と改称」と誤記の遠因と現状」、『郵便史研究 郵便史研究会紀要』第10号（26頁から30頁）、2000年（平成12年）9月、郵便史研究会
9. 1 2 3 4 5 6  田原啓祐、「戦前期三等郵便局の経営実態――滋賀県山上郵便局の事例より――」、『郵政資料館研究紀要』第1号、2009年（平成21年）、日本郵政郵政資料館
10. 1 2 3  明治4年太政官布告第40号（『法令全書 明治四年』（55から64頁）、1888年（明治21年）10月、内閣官報局）
11. 1 2  明治4年太政官布告第320号（『法令全書 明治四年』（266から268頁）、1888年（明治21年）10月、内閣官報局）
12. 1 2 3 4 5 6 7  郵政省編、『郵政百年史年表』（10頁）、1967年（昭和42年）2月、吉川弘文館
13. 1 2  郵政省編、『郵政百年史』（80から81および178頁）、1971年（昭和46年）3月、逓信協会
14. 1 2  「日本における近代郵便の成立過程――公用通信インフラによる郵便ネットワークの形成――」、『郵政資料館研究紀要』第2号（18から54頁）、2010年（平成22年）、日本郵政郵政資料館
15. ↑  吉田景保、『大型地名入検査済印の研究』（22頁）、1958年（昭和33年）1月、切手趣味社
16. 1 2  明治5年太政官布告第181号（『法令全書 明治五年』（127頁）、1889年（明治22年）1月、内閣官報局）
17. 1 2 3 4  郵政省編、『郵政百年史年表』（12頁）、1967年（昭和42年）2月、吉川弘文館
18. 1 2  明治5年太政官布告第204号（『法令全書 明治五年』（137頁）、1889年（明治22年）1月、内閣官報局）
19. ↑  浅見啓明、「明治期の局種と取扱変遷について」、『郵便史研究』第4号所収（1から11頁）、1997年（平成9年）2月、郵便史研究会
20. ↑  郵政省編、『郵政百年史』（180から181頁）、1971年（昭和46年）3月、逓信協会
21. ↑  郵政省編、『郵政百年史資料 第十二巻』（336頁）、1968年（昭和43年）11月、吉川弘文館
22. 1 2 3 4  郵政省編、『郵政百年史年表』（14頁）、1967年（昭和42年）2月、吉川弘文館
23. ↑  前島密、『郵便創業談』（107から108頁）、1936年（昭和11年）12月、逓信協会
24. 1 2 3  郵政省編、『郵政百年史資料編 第十巻』（85頁）、1969年（昭和44年）3月、吉川弘文館
25. ↑  郵政省編、『郵政百年史年表』（18頁）、1967年（昭和42年）2月、吉川弘文館
26. ↑  明治19年勅令第8号（『官報』、1886年（明治19年）3月26日）
27. ↑  たとえば『明治史第五編 交通発達史』（同書16頁、1906年（明治39年）11月、博文館）
28. ↑  郵政省編、『郵政百年史年表』（16頁）、1967年（昭和42年）2月、吉川弘文館
29. 1 2  逓信省編、『逓信事業史 第一巻』（3頁）、1940年（昭和15年）10月、逓信協会
30. ↑  郵政省編、『郵政百年史資料編 第十巻』（61頁）、1969年（昭和44年）3月、吉川弘文館
31. ↑  郵政省編、『郵政百年史資料 第一巻』（91頁）、1970年（昭和45年）3月、吉川弘文館
32. 1 2  郵政省編、『郵政百年史資料 第二十六巻』（405頁）、1971年（昭和46年）3月、吉川弘文館
33. ↑  明治6年大蔵省布達第70号（『法令全書 明治六年』（452頁）、1889年（明治22年）5月、内閣官報局）
34. ↑  明治6年太政官布告第302号（『法令全書 明治六年』（452頁）、1889年（明治22年）5月、内閣官報局）
35. ↑  明治6年太政官達第369号（『法令全書 明治六年』（452頁）、1889年（明治22年）5月、内閣官報局）
36. ↑  郵政省編、『郵政百年史資料編 第十巻』（46から49頁）、1969年（昭和44年）3月、吉川弘文館
37. ↑  郵政省編、『郵政百年史資料編 第十巻』（58頁）、1969年（昭和44年）3月、吉川弘文館
38. ↑  明治7年太政官達第94号（『法令全書 明治七年』（331頁）、1889年（明治22年）5月、内閣官報局）
39. 1 2 3  逓信省通信局編、『逓信法規類纂 郵便電信庶務編 上巻』（254頁）、1903年（明治36年）10月、逓信省通信局
40. ↑  逓信省郵務局編、『現行郵便法規類聚 増補修正』（523頁）、1892年（明治25年）7月、交通学館
41. 1 2 3  浅見啓明、「明治期の局種と取扱変遷について」、『郵便史研究』第4号所収（1から11頁）、1997年（平成9年）2月、郵便史研究会
42. 1 2  明治33年逓信省告示第222号（『官報』、1900年（明治33年）6月13日）
43. ↑  明治33年逓信省告示第223号（『官報』、1900年（明治33年）6月13日）
44. 1 2  明治33年逓信省告示第297号（『官報』、1900年（明治33年）8月2日）
45. 1 2  明治34年逓信省告示第498号（『官報』、1901年（明治34年）12月5日）
46. 1 2  明治35年逓信省告示第531号（『官報』、1902年（明治35年）11月6日）。なお、同日の官報においては取扱所ではなく、受取所と表記されているが、後日の官報において受取所ではなく、取扱所であるとして誤字訂正がなされている（『官報』（108頁）、1902年（明治35年）11月7日）。
47. 1 2  明治36年逓信省告示第437号（『官報』、1903年（明治36年）9月11日）
48. 1 2 3  明治37年逓信省告示第240号（『官報』、1904年（明治37年）3月30日）
49. 1 2  明治38年逓信省告示第124号、第125号、第126号及び第127号（『官報』、1905年（明治38年）3月24日）
50. 1 2  明治34年逓信省告示第57号（『官報』、1901年（明治34年）2月5日）
51. 1 2  明治34年逓信省告示第289号（『官報』、1901年（明治34年）7月25日）
52. 1 2  明治34年逓信省告示第292号（『官報』、1901年（明治34年）7月26日）
53. 1 2  明治34年逓信省告示第355号（『官報』、1901年（明治34年）9月7日）
54. 1 2  明治34年逓信省告示第452号（『官報』、1901年（明治34年）11月13日）
55. 1 2  明治34年逓信省告示第449号（『官報』、1901年（明治34年）11月12日）
56. 1 2  明治34年逓信省告示第450号（『官報』、1901年（明治34年）11月12日）
57. ↑  『官報』（34頁）、1902年（明治35年）5月2日
58. ↑  なお函館郵便電信局は、1903年（明治36年）4月1日より通信官署官制（明治36年勅令第40号）施行に伴い、函館郵便局（二等）となっている（山口修監修、『全国郵便局沿革録 明治篇』（13頁）、1980年（昭和55年）12月、日本郵趣出版）
59. 1 2 3  明治35年逓信省告示第226号（『官報』、1902年（明治35年）5月17日）
60. 1 2  逓信省編、『海事統計類纂』（206から207頁）、1905年（明治38年）10月、逓信省
61. 1 2  明治36年逓信省告示第279号（『官報』、1903年（明治36年）5月9日）
62. 1 2 3  明治36年逓信省告示第523号（『官報』、1903年（明治36年）11月10日）
63. ↑  明治35年逓信省告示第584号（『官報』、1902年（明治35年）11月21日）
64. ↑  明治37年逓信省告示第10号（『官報』、1904年（明治37年）1月9日）
65. 1 2  明治39年逓信省告示第62号（『官報』、1906年（明治39年）2月20日）
66. ↑  瀧本誠一・向井鹿松編、『日本産業資料大系 第11巻』（660から661頁）、1978年（昭和53年）6月、日本図書センター
67. ↑  大阪商船編、『大阪商船株式会社五十年史』（年表33頁）、1934年（昭和9年）6月、大阪商船
68. ↑  逓信省通信局編、『明治三十七年度 通信統計要覧』（27頁）、1906年（明治39年）1月、逓信省
69. ↑  逓信省通信局編、『明治三十九年度 通信統計要覧』（27頁）、1908年（明治41年）1月、逓信省通信局
70. 1 2  明治39年統監府告示第101号（『官報』、1906年（明治39年）10月3日）
71. 1 2 3  明治43年朝鮮総督府告示第4号（『官報』、1910年（明治43年）10月1日）
72. 1 2  『官報』（596より597頁）、1904年（明治37年）2月23日
73. 1 2 3  『官報』（1071頁）、1905年（明治38年）4月28日
74. 1 2  郵政省大臣官房秘書課広報室編、『続逓信事業史資料拾遺第1集 旧外地における逓信事情』（107頁）、1964年（昭和39年）3月、郵政省
75. ↑  統監府編、『統監府施政一斑』（2頁）、1909年（明治42年）2月、統監府
76. 1 2  明治38年勅令第268号（『官報』、1905年（明治38年）12月21日）
77. ↑  なお本取極書締結前にも日本政府によって朝鮮に郵便局は設置されていた（在朝鮮日本郵便局）
78. ↑  明治39年統監府告示第100号（『官報』、1906年（明治39年）10月3日）
79. 1 2 3  明治39年統監府告示第99号（『官報』、1906年（明治39年）10月3日）
80. 1 2  明治39年統監府令第36号（『官報』、1906年（明治39年）9月21日）
81. ↑  明治39年統監府告示第137号（『官報』、1906年（明治39年）12月18日）
82. 1 2  明治39年統監府告示第107号（『官報』、1906年（明治39年）10月6日）
83. 1 2  明治40年統監府告示第76号（『官報』、1907年（明治40年）5月25日）
84. 1 2  朝鮮総督府編、『第三次施政年報 明治四十二年』（140頁）、1911年（明治44年）3月、朝鮮総督府
85. ↑  坂野鐵次郎、『通信要録』（15頁）、1909年（明治42年）2月、三省堂
86. 1 2  明治40年勅令第354号及び第360号（『官報』、1910年（明治43年）9月30日）
87. ↑  朝鮮総督府逓信局編、『朝鮮逓信事業沿革史』（28頁）、1938年（昭和13年）2月、朝鮮総督府逓信局
88. ↑  明治38年勅令第280号（『官報』、1905年（明治38年）12月20日）
89. ↑  明治39年統監府令第3号（『官報』、1906年（明治39年）1月11日）
90. ↑  明治39年統監府告示第20号（『官報』、1906年（明治39年）4月24日）
91. ↑  統監府通信管理局編、『統監府通信事業第二回報告 自明治三十九年十月一日至明治四十年三月三十一日』（57から58頁）、1908年（明治41年）3月、統監府通信管理局
92. 1 2 3  朝鮮総督府逓信局編、『朝鮮郵便官署国庫金事務史』（385から409頁）、1915年（大正4年）3月、朝鮮総督府逓信局
93. ↑  統監府通信管理局編、『明治四十年度統監府通信事業第二年報 自明治四十年四月至明治四十一年三月』（157頁）、1909年（明治42年）2月、統監府通信管理局
94. ↑  統監府通信管理局編、『明治四十一年度統監府通信事業第三季報 自明治四十一年四月至明治四十ニ年三月』（190頁）、1909年（明治42年）12月、統監府通信管理局
95. 1 2 3 4 5 6 7 8 9  統監府通信管理局編、『明治四十年度統監府通信事業第二年報 自明治四十年四月至明治四十一年三月』（162から171頁）、1909年（明治42年）2月、統監府通信管理局
96. ↑  統監府通信管理局編、『明治四十年度統監府通信事業第二年報 自明治四十年四月至明治四十一年三月』（243頁）、1909年（明治42年）2月、統監府通信管理局
97. ↑  統監府通信管理局編、『明治四十一年度統監府通信事業第三季報 自明治四十一年四月至明治四十ニ年三月』（203頁）、1909年（明治42年）12月、統監府通信管理局
98. ↑  統監府通信管理局編、『統監府通信事業第二回報告 自明治三十九年十月一日至明治四十年三月三十一日』（119頁）、1908年（明治41年）3月、統監府通信管理局
99. ↑  統監府通信管理局編、『明治四十年度統監府通信事業第二年報 自明治四十年四月至明治四十一年三月』（394頁）、1909年（明治42年）2月、統監府通信管理局
100. ↑  統監府通信管理局編、『明治四十一年度統監府通信事業第三季報 自明治四十一年四月至明治四十ニ年三月』（46頁）、1909年（明治42年）12月、統監府通信管理局
101. ↑  関東庁は1934年（昭和9年）12月26日に関東庁官制（大正8年勅令第94号）を全部改正し、関東局とその名を改めた（昭和9年勅令第348号）
102. 1 2 3 4  大正13年関東庁告示第13号（『官報』、1924年（大正13年）6月26日）
103. 1 2 3  関東長官官房文書課編、『昭和六年 関東庁要覧』（218頁）、1931年（昭和6年）3月、関東長官官房文書課
104. 1 2 3 4 5  穂坂尚徳、『在中国局の和文印』（82頁）、1979年（昭和54年）4月、日本郵趣出版
105. ↑  明治39年勅令第197号（『官報』、1906年（明治39年）8月1日）
106. 1 2 3  関東局編、『関東局施政三十年史』（1047頁）、1936年（昭和11年）10月、関東局
107. ↑  明治41年勅令第275号（『官報』、1908年（明治41年）10月31日）
108. ↑  大正8年勅令第346号（『官報』、1919年（大正8年）7月17日）
109. ↑  大正9年勅令第502号（『官報』、1920年（大正9年）10月25日）
110. 1 2  関東局編、『関東局施政三十年史』（1048頁）、1936年（昭和11年）10月、関東局
111. ↑  会は関東州会制（大正14年勅令第238号）によって規定された関東州における行政区分であり、屯は会の下に街と共に置かれた（関東局編、『関東局施政三十年史』（61から78頁）、1936年（昭和11年）10月、関東局）
112. 1 2 3 4  昭和12年条約第15号（『官報』、1937年（昭和12年）11月9日）
113. ↑  昭和12年勅令第683号（『官報』、1937年（昭和12年）12月1日）
114. ↑  満洲帝国交通部郵政総局編、『満洲帝国郵政事業概要』（16頁）、1942年（昭和17年・康徳9年）9月、満洲逓信協会
115. ↑  日高昇、『満洲国の郵便切手』（121頁）、1941年（昭和16年・康徳8年）3月、満洲国郵票同好会
116. 1 2  郵政省大臣官房秘書課広報室編、『続逓信事業史資料拾遺第1集 旧外地における逓信事情』（162から165頁）、1964年（昭和39年）3月、郵政省
117. ↑  関東局官房文書課編、『昭和十四年 関東局要覧』（211から212頁）、1940年（昭和15年）8月、関東局官房文書課
118. ↑  関東局官房文書課編、『昭和十六年 関東局要覧』（203から204頁）、1942年（昭和17年）3月、関東局官房文書課
119. 1 2 3 4  大正15年逓信省令第39号（『官報』、1926年（大正15年）9月28日）
120. 1 2 3 4 5 6  逓信省郵務局、「わが国における郵便機関の普及」、『官報』附録、1926年（大正15年）11月17日
121. 1 2 3  昭和15年逓信省告示第3137号（『官報』、1940年（昭和15年）11月18日）
122. ↑  朝鮮、台湾、樺太及び南洋諸島等の外地に宛てた郵便物は取扱を行う（「郵便取扱所に於ける取扱事務の範囲」、『逓信協会雑誌』第219号所収（43から44頁）、1926年（大正15年）11月、逓信協会）
123. ↑  1934年（昭和9年）8月1日より日満小為替を加えた（昭和9年逓信省令第54号）
124. ↑  「郵便取扱所に於ける取扱事務の範囲」、『逓信協会雑誌』第219号所収（43から44頁）、1926年（大正15年）11月、逓信協会
125. ↑  『大日本農会報』第552号（78頁）、1926年（大正15年）11月、大日本農会事務所
126. ↑  『逓信協会雑誌』第246号（110頁）、1929年（昭和4年）2月、逓信協会
127. ↑  「快馬一鞭」、『逓信協会雑誌』第273号（103頁）、1931年（昭和6年）5月、逓信協会
128. ↑  「郵便取扱所の取扱事務拡張」、『逓信協会雑誌』第326号所収、1935年（昭和10年）10月、逓信協会
129. 1 2 3 4 5 6 7  水谷史郎、「郵便取扱所の取扱事務拡張に就て」、『逓信協会雑誌』第352号（16から17頁）、1937年（昭和12年）10月、逓信協会
130. 1 2  昭和12年逓信省令第90号（『官報』、1937年（昭和12年）10月23日）
131. ↑  ただし日満郵便物は取扱う（水谷史郎、「郵便取扱所の取扱事務拡張に就て」、『逓信協会雑誌』第352号（16から17頁）、1937年（昭和12年）10月、逓信協会）
132. 1 2  昭和12年逓信省告示第3364号（『官報』、1937年（昭和12年）10月23日）
133. ↑  逓信省電務局調査課編、『昭和十四年度版 電務年鑑』（64頁）、1939年（昭和14年）12月、逓信省電務局
134. ↑  昭和12年逓信省告示第3443号（『官報』、1937年（昭和12年）10月29日）
135. ↑  逓信省編、『逓信事業史 第七巻』（244頁）、1940年（昭和15年）9月、逓信協会
136. 1 2 3 4 5 6  昭和13年逓信省告示第980号及び第986号（『官報』、1938年（昭和13年）4月1日）
137. 1 2 3  昭和13年逓信省告示第1352号（『官報』、1938年（昭和13年）4月30日）
138. 1 2  昭和13年逓信省告示第1954号（『官報』、1938年（昭和13年）6月18日）
139. 1 2 3  昭和14年逓信省告示第3010号（『官報』、1939年（昭和14年）10月16日）
140. 1 2  昭和14年逓信省告示第3185号（『官報』、1939年（昭和14年）11月1日）
141. 1 2  昭和15年逓信省告示第3126号（『官報』、1940年（昭和15年）11月16日）
142. ↑  郵務局業務課、「郵便規則の改正に付て」、『逓信協会雑誌』第388号所収（95から97頁）、1940年（昭和15年）12月、逓信協会
143. ↑  石橋栄・喜井毅一、「昭和十五年度逓信省所管予算の概要」、『交通経済』第11巻第2号通巻第119号所収（31から39頁）、1940年（昭和15年）2月、交通経済社
144. 1 2  昭和15年逓信省令第67号（『官報』、1940年（昭和15年）11月18日）
145. ↑  大正15年逓信省告示第1838号（『官報』、1926年（大正15年）9月28日）
146. ↑  昭和9年逓信省令第54号（『官報』、1934年（昭和9年）7月18日）
147. ↑  昭和15年逓信省告示第3148号（『官報』、1940年（昭和15年）11月18日）
148. ↑  昭和15年逓信省告示第3138号及び第3144号（『官報』、1940年（昭和15年）11月18日）
149. ↑  逓信省編、『昭和九年度 通信統計要覧』（14及び19頁）、1936年（昭和11年）1月、逓信省
150. ↑  逓信省編、『昭和十四年度 通信統計要覧』（18頁）、1940年（昭和15年）12月、逓信省
151. 1 2 3  昭和6年朝鮮総督府告示第62号（『官報』、1931年（昭和6年）2月26日）
152. 1 2  朝鮮総督府逓信局編、『昭和五年度 朝鮮総督府逓信年報』（39頁）、1931年（昭和6年）11月、朝鮮総督府逓信局
153. ↑  明治43年朝鮮総督府告示第9号（『官報』、1910年（明治43年）10月10日）
154. ↑  なお電信電話所は、1931年（昭和6年）2月16日に電信電話取扱所と改称された（昭和6年朝鮮総督府告示第62号）
155. ↑  大正4年朝鮮総督府告示第218号（『官報』、1915年（大正4年）9月15日）
156. ↑  大正10年朝鮮総督府告示第72号（『官報』、1921年（大正10年）4月4日）
157. ↑  大正12年朝鮮総督府告示第171号（『官報』、1923年（大正12年）8月23日）
158. ↑  大正12年朝鮮総督府告示第172号（『官報』、1923年（大正12年）8月23日）
159. ↑  大正12年朝鮮総督府告示第178号（『官報』、1923年（大正12年）8月25日）
160. ↑  朝鮮総督府逓信局編、『朝鮮逓信事業沿革史』（29頁）、1938年（昭和13年）2月、朝鮮総督府逓信局
161. ↑  池清、「朝鮮の郵便制度一班」、『朝鮮』第194号所収（32から43頁）、1931年（昭和6年）7月、朝鮮総督府
162. ↑  昭和6年朝鮮総督府令第7号（『官報』、1931年（昭和6年）4月11日）
163. ↑  朝鮮総督府逓信局編、『昭和五年度 朝鮮総督府逓信年報』（52頁）、1931年（昭和6年）11月、朝鮮総督府逓信局
164. ↑  朝鮮総督府編、『昭和八年朝鮮総督府統計年報』（21頁）、1935年（昭和10年）3月、朝鮮総督府
165. ↑  朝鮮総督府編、『昭和九年朝鮮総督府統計年報』（23頁）、1936年（昭和11年）3月、朝鮮総督府
166. ↑  朝鮮総督府編、『昭和十年朝鮮総督府統計年報』（23頁）、1937年（昭和12年）3月、朝鮮総督府
167. ↑  朝鮮総督府編、『昭和十一年朝鮮総督府統計年報』（23頁）、1938年（昭和13年）3月、朝鮮総督府
168. ↑  朝鮮総督府編、『昭和十ニ年朝鮮総督府統計年報』（20頁）、1939年（昭和14年）3月、朝鮮総督府
169. ↑  朝鮮総督府編、『昭和十三年朝鮮総督府統計年報』（16頁）、1940年（昭和15年）3月、朝鮮総督府
170. ↑  朝鮮総督府編、『昭和十五年朝鮮総督府統計年報』（25頁）、1942年（昭和17年）3月、朝鮮総督府
171. ↑  朝鮮総督府編、『昭和十七年朝鮮総督府統計年報』（429頁）、1944年（昭和19年）3月、朝鮮総督府
172. ↑  1941年（昭和16年）2月1日より内地においては通信官署官制（大正13年勅令第273号）改正により郵便局における等級制を廃止し、従前の三等郵便局は同令第16条但書にいういわゆる特定郵便局となったが（昭和16年勅令第95号）、朝鮮においてもこれと同じく朝鮮総督府逓信官署官制（明治45年勅令第30号）を改正して従前の郵便所を廃止し、これをいわゆる特定郵便局とした（昭和16年勅令第97号）。
173. ↑  郵政省大臣官房秘書課広報室編、『続逓信事業史資料拾遺第1集 旧外地における逓信事情』（118頁）、1964年（昭和39年）3月、郵政省